# Fondi
Fondi es una localidad italiana de la provincia de Latina, en la región de Lazio. Cuenta con 36 902 habitantes.

## Demografía
| Gráfica de evolución demográfica de Fondi entre 1861 y 2001 |
|                                                             |
| Fuente ISTAT - elaboración gráfica de Wikipedia             |

## Ciudades hermanadas
- Dachau (Alemania)